# Michał Paluta
Michał Paluta, né le 4 octobre 1995 à Strzelce Krajeńskie, est un coureur cycliste polonais.

## Biographie
En 2015, il rejoint la formation CCC Sprandi Polkowice.

## Palmarès sur route

### Par année
- 2013
  -  Champion de Pologne du contre-la-montre juniors
  - 7e du championnat d'Europe du contre-la-montre juniors
- 2014
  - 3e du Tour de Rybnik
- 2015
  -  Champion de Pologne sur route espoirs
  - 3e du championnat de Pologne du contre-la-montre espoirs
- 2016
  -  Champion de Pologne sur route espoirs
  - 2e étape de la Carpathian Couriers Race
  - 2e du championnat de Pologne du contre-la-montre espoirs
  - 2e de la Carpathian Couriers Race
- 2017
  - 8e du championnat du monde sur route espoirs
- 2019
  -  Champion de Pologne sur route
  - 2e du championnat de Pologne de la montagne

### Résultats sur les grands tours

#### Tour d'Espagne
1 participation
- 2020 : 118e

### Classements mondiaux
| Année                                 | 2016  | 2017  | 2018  | 2019 | 2020  | 2021  | 2022 | 2023 | 2024 |
| ------------------------------------- | ----- | ----- | ----- | ---- | ----- | ----- | ---- | ---- | ---- |
| Classement mondial                    | 1234e | 915e  | 1429e | 477e | 2136e | 1009e | nc   | nc   | 964e |
| UCI Europe Tour                       | 849e  | 1300e | 1040e | 367e | 1556e | 748e  | nc   | nc   | nc   |
|                                       |       |       |       |      |       |       |      |      |      |
| Légende : nc = non classéSource : UCI |       |       |       |      |       |       |      |      |      |

## Palmarès en cyclo-cross
- 2011-2012
  -  Champion de Pologne de cyclo-cross juniors
- 2012-2013
  -  Champion de Pologne de cyclo-cross juniors
  - Bryksy Cross juniors, Gościęcin
- 2013-2014
  - 3e du championnat de Pologne de cyclo-cross espoirs
- 2014-2015
  - 2e du championnat de Pologne de cyclo-cross espoirs

## Palmarès en VTT

### Championnats de Pologne
- 2014
  - 3e du championnat de Pologne de cross-country
- 2022
  - 2e du championnat de Pologne de cross-country marathon